# Cattedrale di Tours
La cattedrale di san Gaziano di Tours (in francese: Cathédrale Saint-Gatien de Tours) è la chiesa madre dell'arcidiocesi di Tours. È nota agli abitanti come la "Gatienne".

## Storia
La cattedrale, dedicata al primo vescovo della città san Gaziano, è probabilmente la quarta chiesa costruita in questo luogo. Un primo edificio religioso dedicato a san Maurizio fu eretto da san Lidorio, vescovo di Tours dal 337 al 371 e predecessore di san Martino.
Distrutta da un incendio nel 561, venne edificata una nuova cattedrale franca, con mosaici inneggianti alla gloria di san Martino, dall'allora vescovo san Gregorio che la consacrò nel 590. Durò circa quattro secoli, rimpiazzata poi da un'altra chiesa romanica che sopravvisse circa un secolo e nel 1168 andò a fuoco durante disputa dell'Angiò, fra Luigi VII di Francia ed Enrico II d'Inghilterra.
La nuova e odierna cattedrale non venne iniziata che una quarantina d'anni dopo, nel 1209, cercando di riutilizzare le fondamenta e alcune strutture della cattedrale romanica. Finanziata in parte da Bianca di Castiglia e da san Luigi in appena quarant'anni, dal 1236 al 1279 venne eretto il coro sotto la direzione dell'architetto Étienne de Mortagne. Per mancanza di fondi, un secolo più tardi, l'architetto Simon du Mans non aveva eretto che il transetto e una parte della navata, nonostante un appello di elemosine lanciato da papa Giovanni XXII. La navata fu portata avanti dagli architetti Jean de Dammartin, Jean Papin e Jean Durand e fu terminata solo nel 1452 grazie alle libertà accordate da Carlo VII e dal duca di Bretagna Giovanni V. Per tutto il XV secolo si lavorò alla facciata e alle due torri che la inquadrano: quella nord ricevette il suo coronamento nel 1507 da Pierre de Valence, e quella sud nel 1534-1546 da Pierre Gadier.
La lunga durata della costruzione della cattedrale spiega la mescolanza di stili che si sono succeduti dal XIII al XVI secolo, dal protogotico al gotico fiammeggiante e al rinascimentale.
È classificata tra i monumenti storici francesi dal 1862.

## Descrizione
La facciata principale presenta una marcata asimmetria del timpano superiore (sovrastante il rosone) rispetto all'asse di simmetria dell'intero edificio. Le motivazioni storico-architettonico di tale scelta sono tutt'oggi oscure.

## Architettura

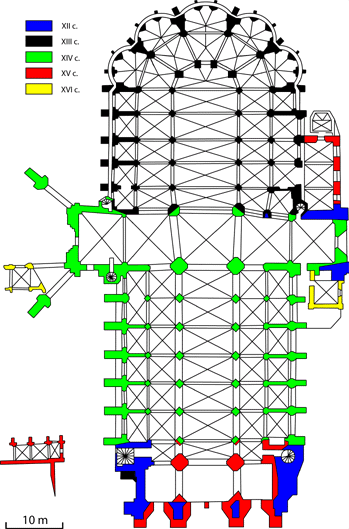
Pianta con le fasi della costruzione

L'architettura è gotica e sono presenti tutte le sue fasi. Il Coro, protogotico è tutto cinto da doppi archi rampanti. Il Transetto e le navate sono invece gotico-fiorite, dove tutte le forme architettoniche sono completamente svuotate fino all'ossatura portante della struttura. Poi riempite dalle grandiose pareti vetrate e dai rosoni. La facciata, stretta e serrata fra le due torri è una delle più ardite realizzazioni del gotico-fiammeggiante, dove le forme diventano così elaborate fluttuanti da ricordare, appunto, le fiamme.
In seguito alla mancanza di fondi manifestatasi dopo la fine delle donazioni di Luigi IX, si è deciso di reimpiegare, nella costruzione della Cattedrale, alcune strutture dell'antico edificio romanico, come tutta la base delle torri e facciata, quindi le prime due campate della navata centrale, e la base del transetto sud. Ciò ha comportato un grande cambio del progetto, e un ridimensionamento delle superfici. Ne risulta che il Coro è nettamente più largo della navata centrale, e il raccordo tra i due spazi è stato ottenuto mediante una volta della crociera del transetto caratterizzata da una forma marcatamente trapezoidale. La navata comprende otto campate elevate su tre livelli: arcate, triforio e cleristorio, dove gli ultimi due sono completamente aperti da vetrate. Le alte volte sono nella tipica forma a crociera ogivale. I transetti sono aperti da magnifici rosoni.
Di seguito, le principali misure della cattedrale:
| Lunghezza totale         | 97 m |
| Larghezza interna        | 28 m |
| Larghezza transetto      | 46 m |
| Altezza delle volte      | 29 m |
| Altezza della torre nord | 68 m |
| Altezza della torre sud  | 69 m |

### Facciata occidentale
La facciata è stata elevata sulla base della chiesa precedente e si presenta stretta dentro le contrizioni delle dimensioni romaniche, ma risolve con lo slancio verticale che qui appare vertiginoso. È stata completata fra il 1426 e il 1547 in uno squisito stile gotico-fiammeggiante, dove serrata fra le due torri, si apre con tre ricchissimi portali traforati e cuspidati (la decorazione scultorea ha subito gravi mutilazioni durante la Guerra) seguiti da un immenso finestrone centrale che inquadra un complicato rosone. Una loggia traforata e un grande timpano ne fanno il coronamento. Le complesse torri iniziano dalla struttura romanica per poi passare a quelle fiammeggianti e infine alle coperture rinascimentali cupolate.

### Interno

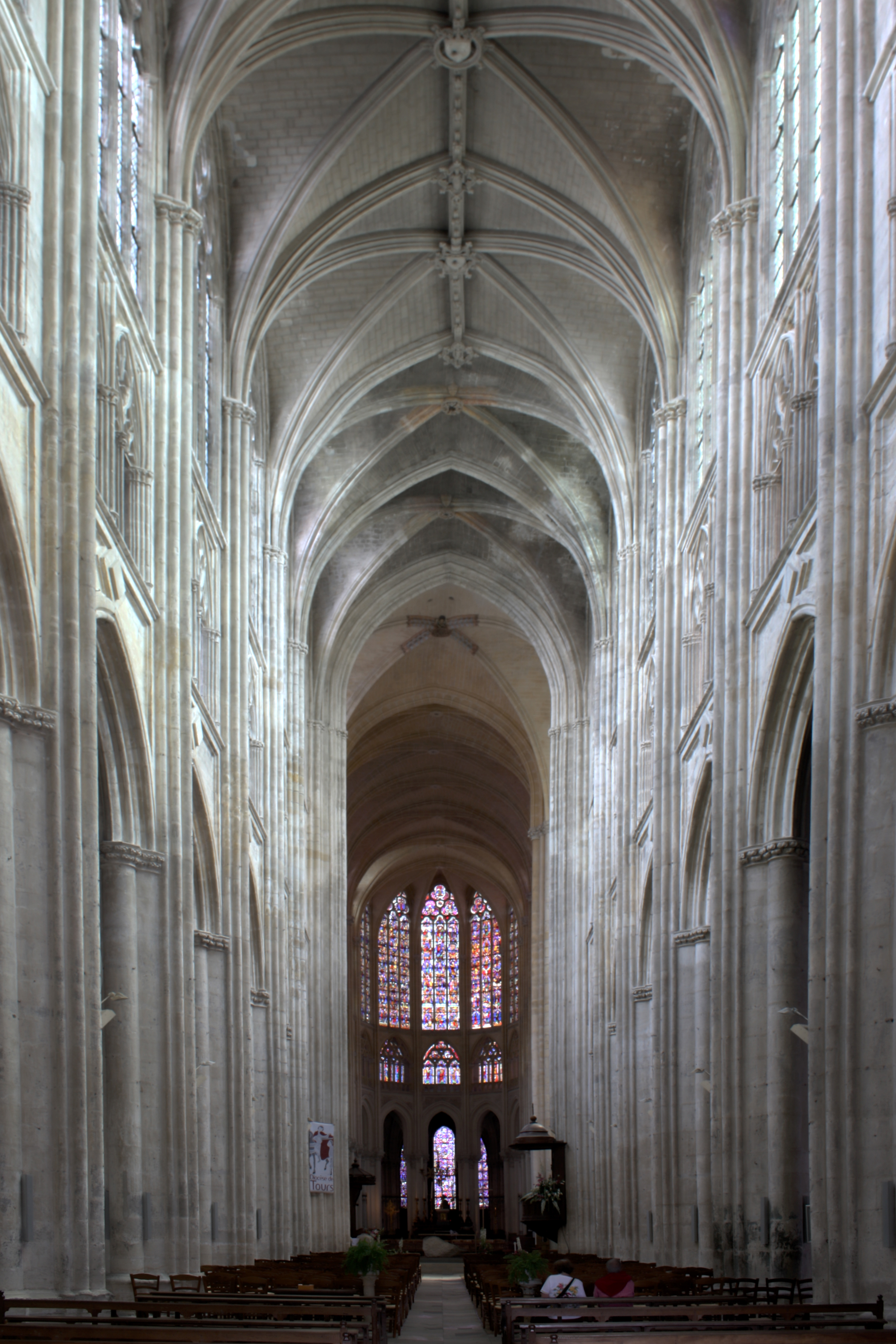
Interno

L'interno è diviso in tre navate da pilastri compositi, con transetto, coro e deambulatorio a cappelle radiali. Si presenta molto slanciato e luminoso. È ricco di Opere d'arte, in primis, le famose vetrate. L'Organo, posto nella controfacciata del transetto meridionale, è stato donato dall'arcivescovo Martin de Bearne, attribuito a Barnabé Delanoue risale al XVI secolo. Nel braccio destro del transetto si trova anche la tomba rinascimentale dei figli di Carlo VIII e Anna di Bretagna, morti in tenera età. Con questi bambini la dinastia dei Valois ebbe fine e Anna di Bretagna fu obbligata dalla legge a risposarsi con il cugino di Carlo VIII, Luigi XII. Pregevole il portale gotico-fiammeggiante della Sacrestia, aperto sul deambulatorio.
La Tomba, in marmo di Carrara, riecheggiante nella composizione la tradizione medievale francese della fine del XV secolo della Scuola di Michel Colombe, è stata realizzata da Girolamo da Fiesole nel 1506 per la Basilica di San Martino a Tours, poi trasferita qui nel 1834 in seguito alla demolizione-ricostruzione della chiesa.

#### Vetrate
La «Gatienne» custodisce notevoli vetrate originali, costituenti una collezione eccezionale di vetrate del XIII secolo, come quelle delle finestre del coro e delle cappelle radiali del deambultario, eseguite intorno al 1270. Del ‘300 sono quelle delle due rose del transetto; del ‘400 la vetrata-rosone della facciata. Esse sviluppano dei temi iconografici come la “Genesi”, l'”Alleanza”, l'”Infanzia e Passione di Cristo”, l'”Albero di Jesse”, le “Storie di San Giovanni Battista e San Giovanni Evangelista”, e un ciclo consacrato al Santo più celebre del tempo “San Martino”. La grande vetrata della facciata principale, mostra, sotto il rosone, una sequenza di otto figure di “Santi”, sormontante direttamente il timpano trasparente del portale. Ciò dà un effetto incredibile alla controfacciata che appare come un'immensa parete di vetro.

### Organi a canne
L'organo maggiore è situato su propria cantoria a ridosso della parete di fondo del braccio di destra del transetto; l'attuale è frutto di una serie di modifiche e ricostruzioni dello strumento originale, risalente al 1521, di cui rimane ancora intatta la cassa lignea scolpita. Nella sua conformazione odierna, risale al rifacimento di Alfred Kern del 1996; a trasmissione meccanica, dispone di 56 registri su tre manuali e pedale.
Sul fianco sinistro del coro della cattedrale si trova un secondo organo a canne, costruito nel 1879 da Joseph Merklin e, dopo una serie di restauri, ripristinato da Alfred Kern nel 1996 che, fra le altre cose, ricostruì parte del Grand-Orgue. Lo strumento, racchiuso entro un'elegante cassa lignea finemente scolpita in stile neogotico, ha due tastiere di 56 note ciascuna ed una pedaliera di 27.

## Galleria d'immagini

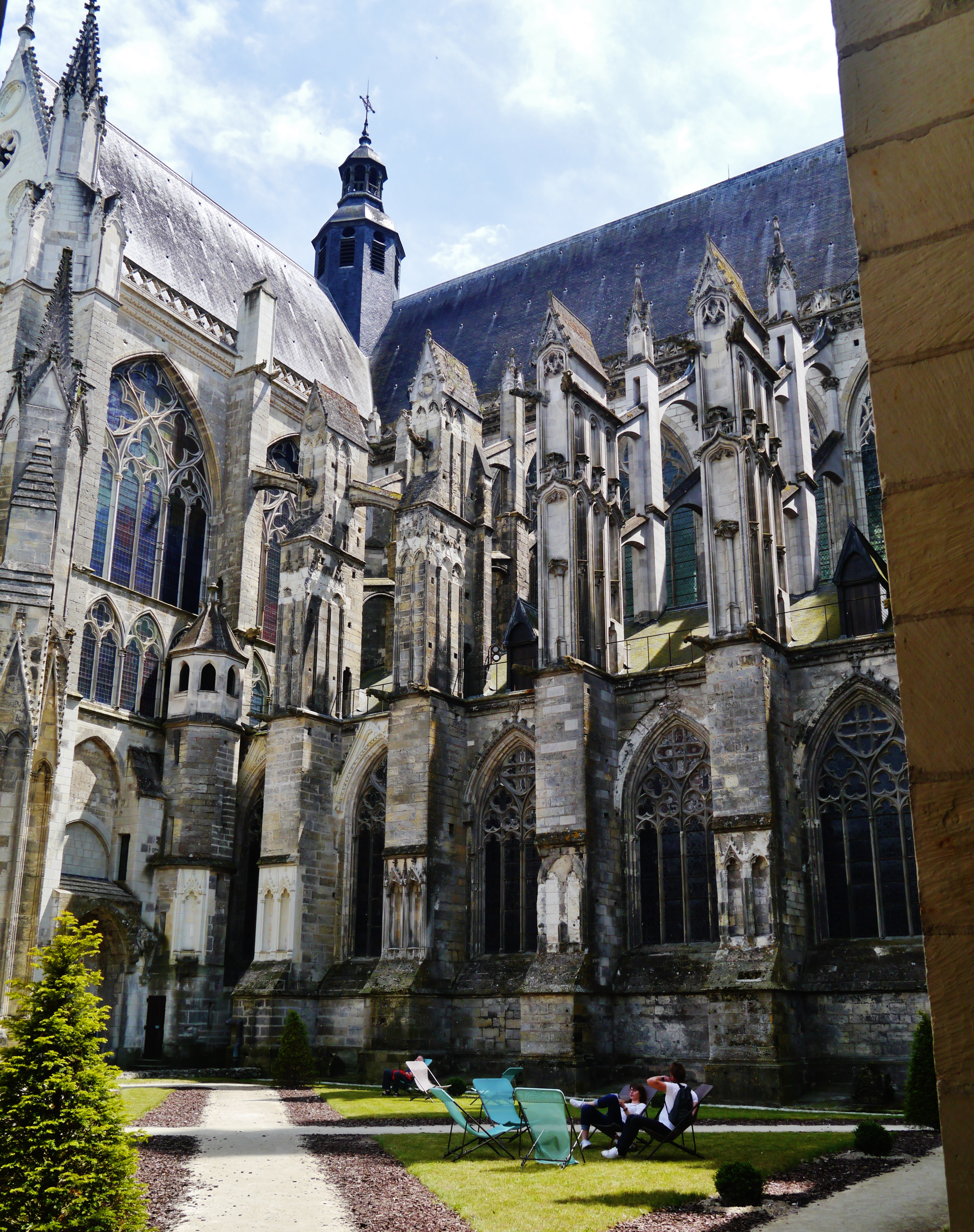
Fianco e transetto settentrionali
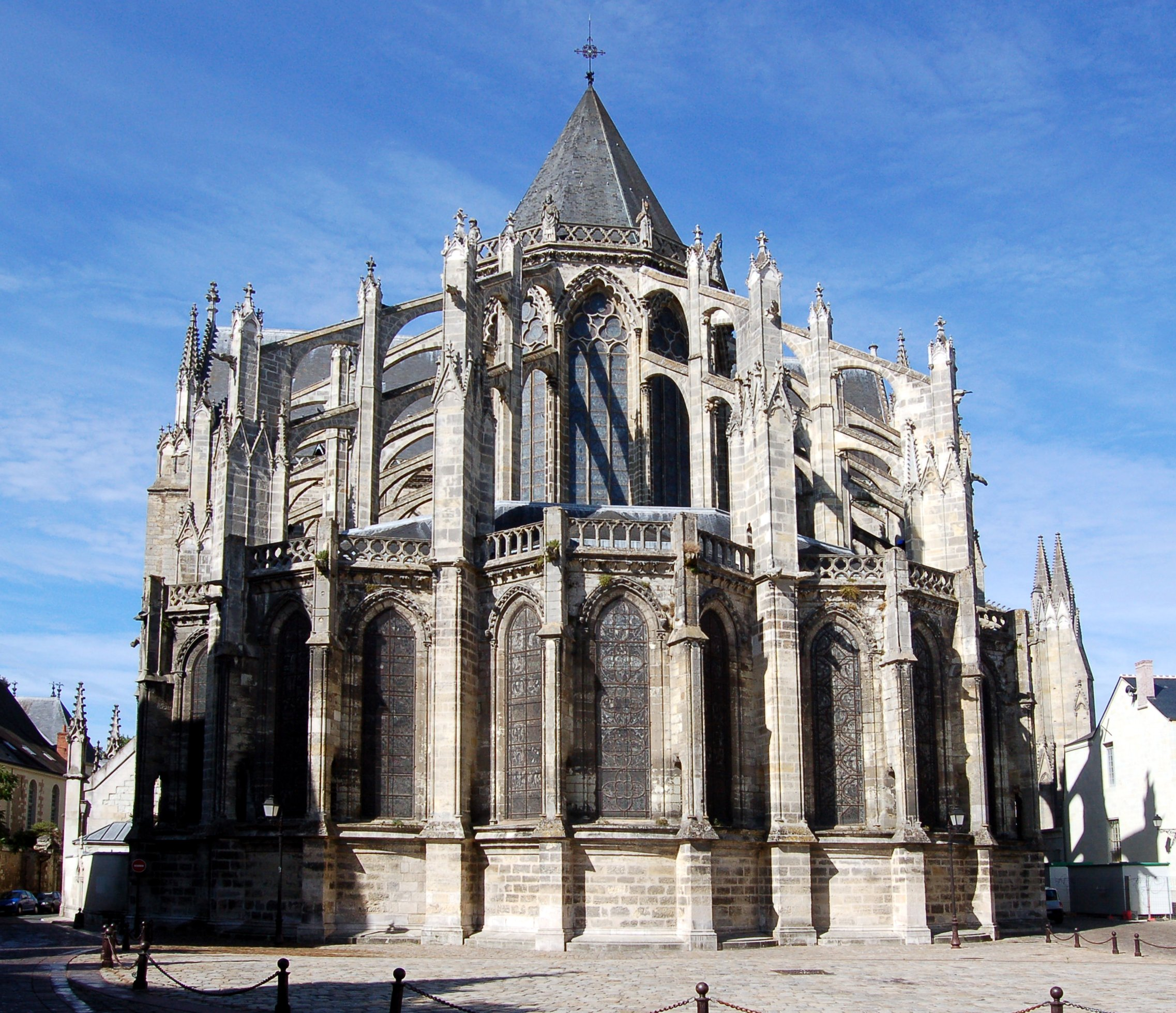
Esterno dell'abside
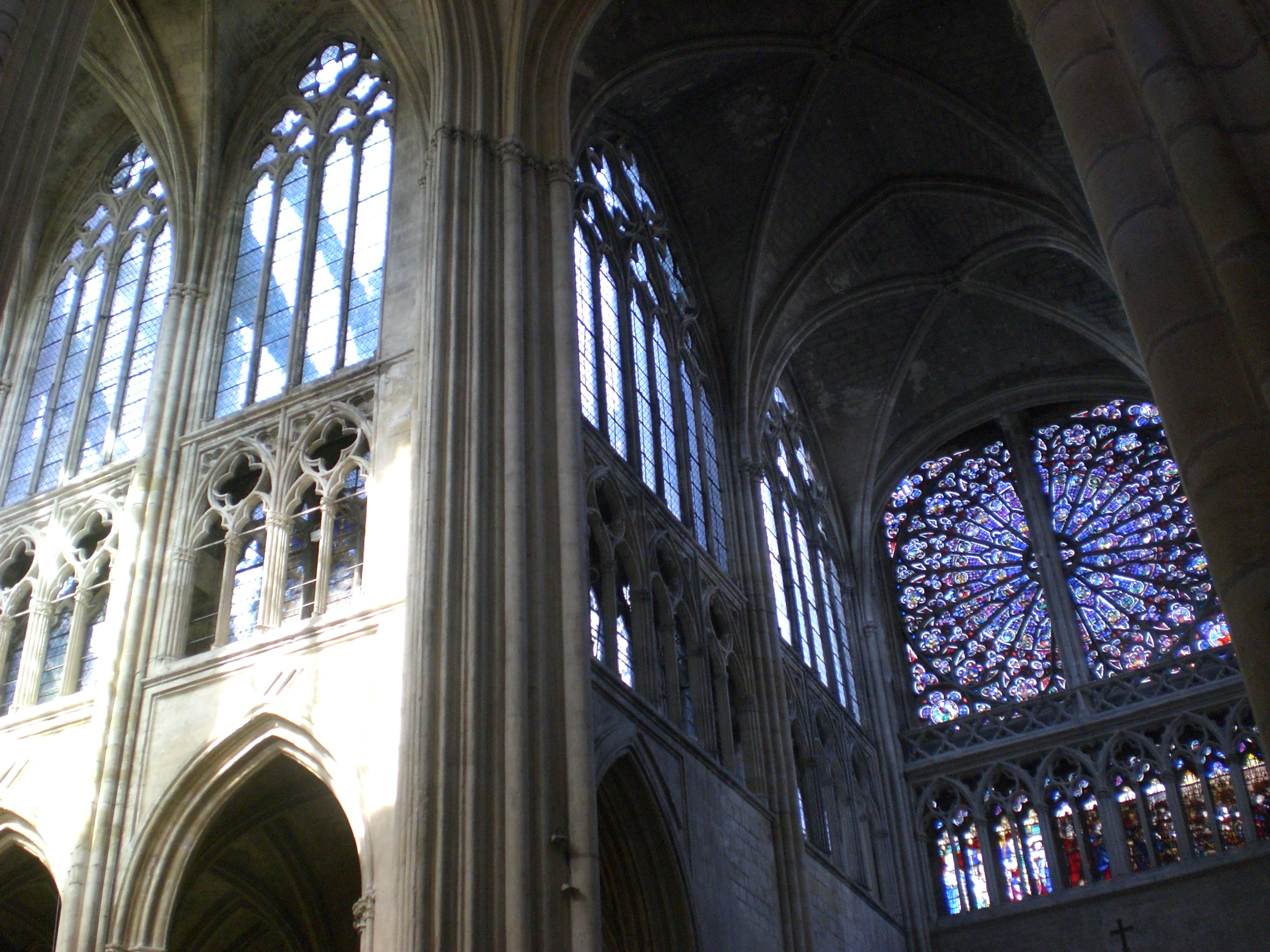
Scorcio dell'interno
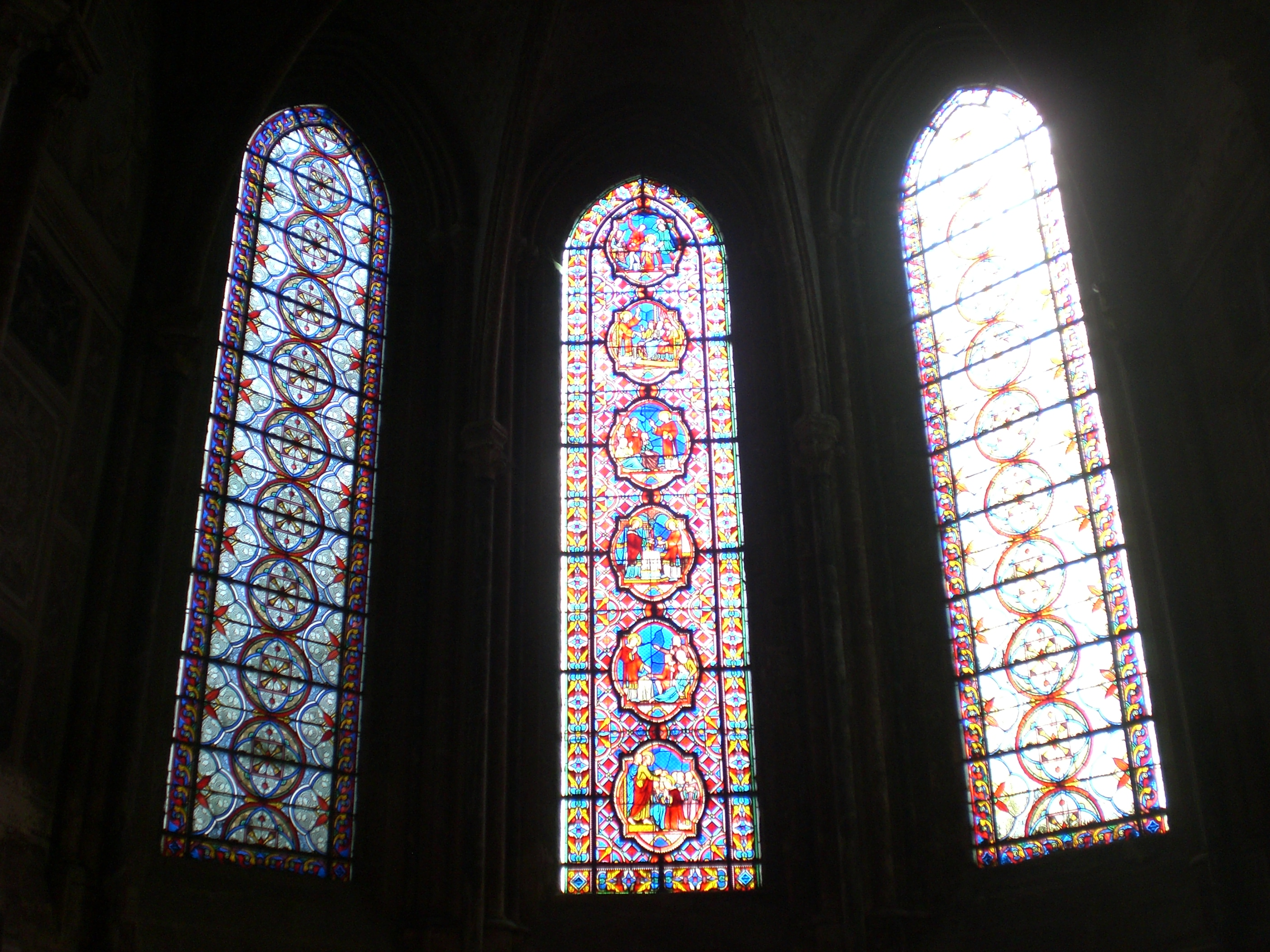
Alcune vetrate del 1270
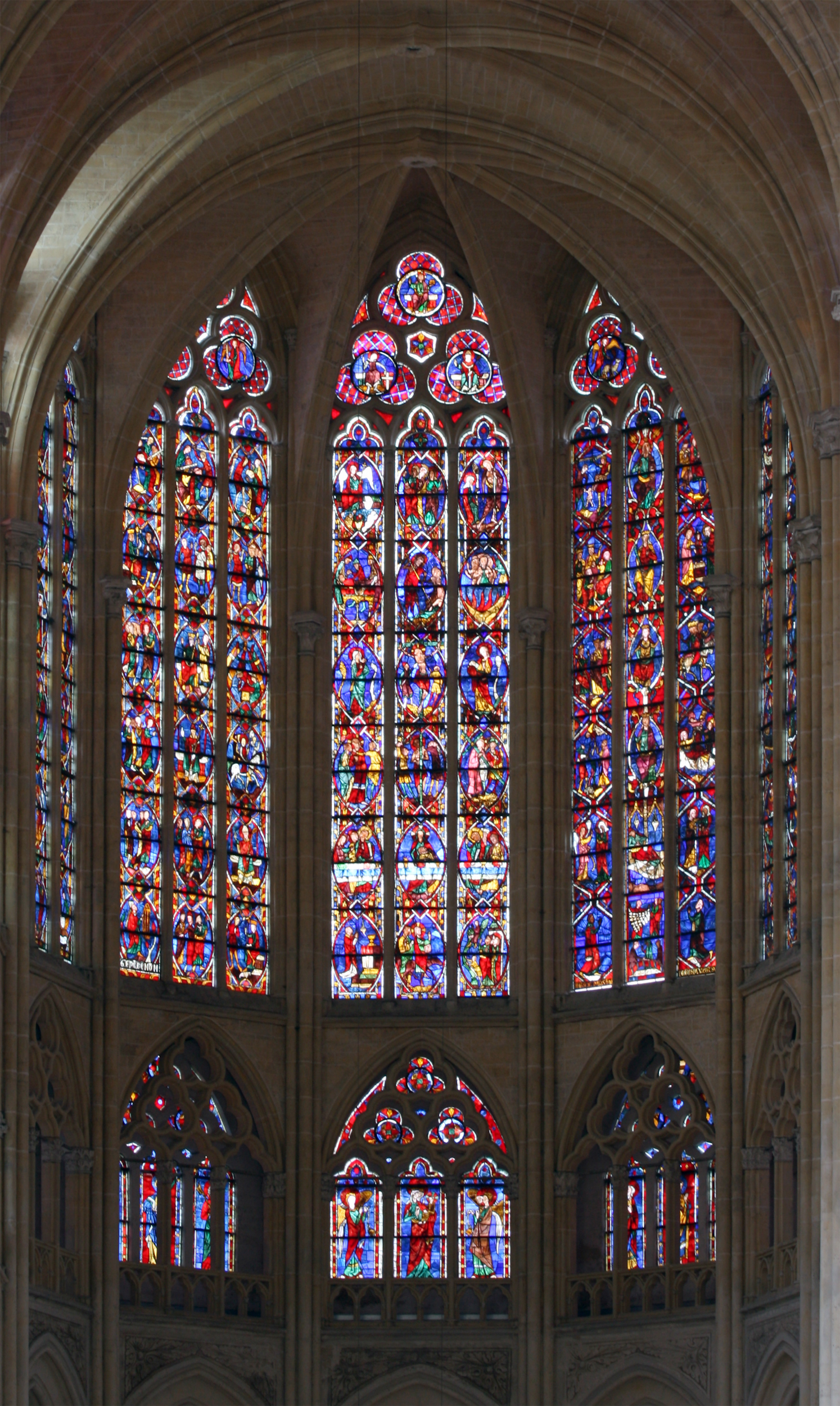
Vetrate dell'abside
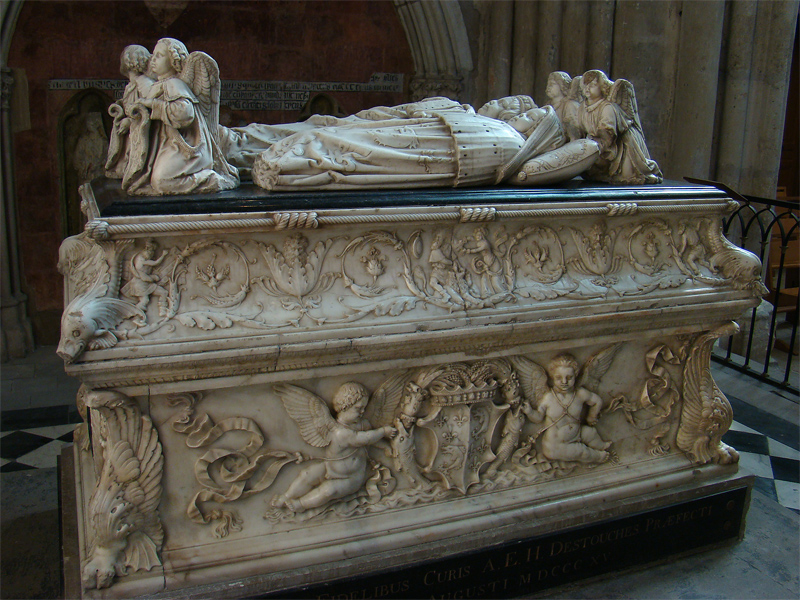
Tomba dei figli di Anna di Bretagna e Carlo VIII (1506)
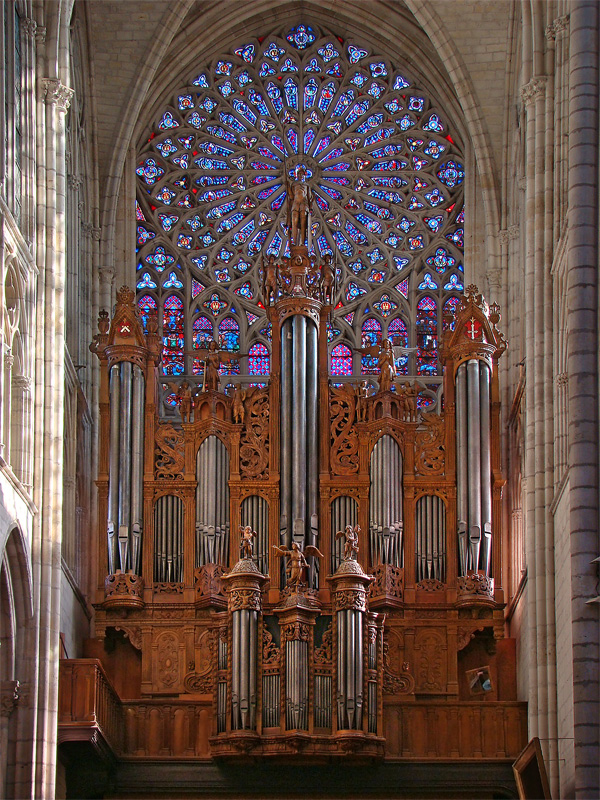
Organo maggiore